# Gołaczów (Legnica)
Pour les articles homonymes, voir Gołaczów.
Gołaczów est une localité polonaise de la gmina de Chojnów, située dans le powiat de Legnica en voïvodie de Basse-Silésie.